# Saw Gerrera

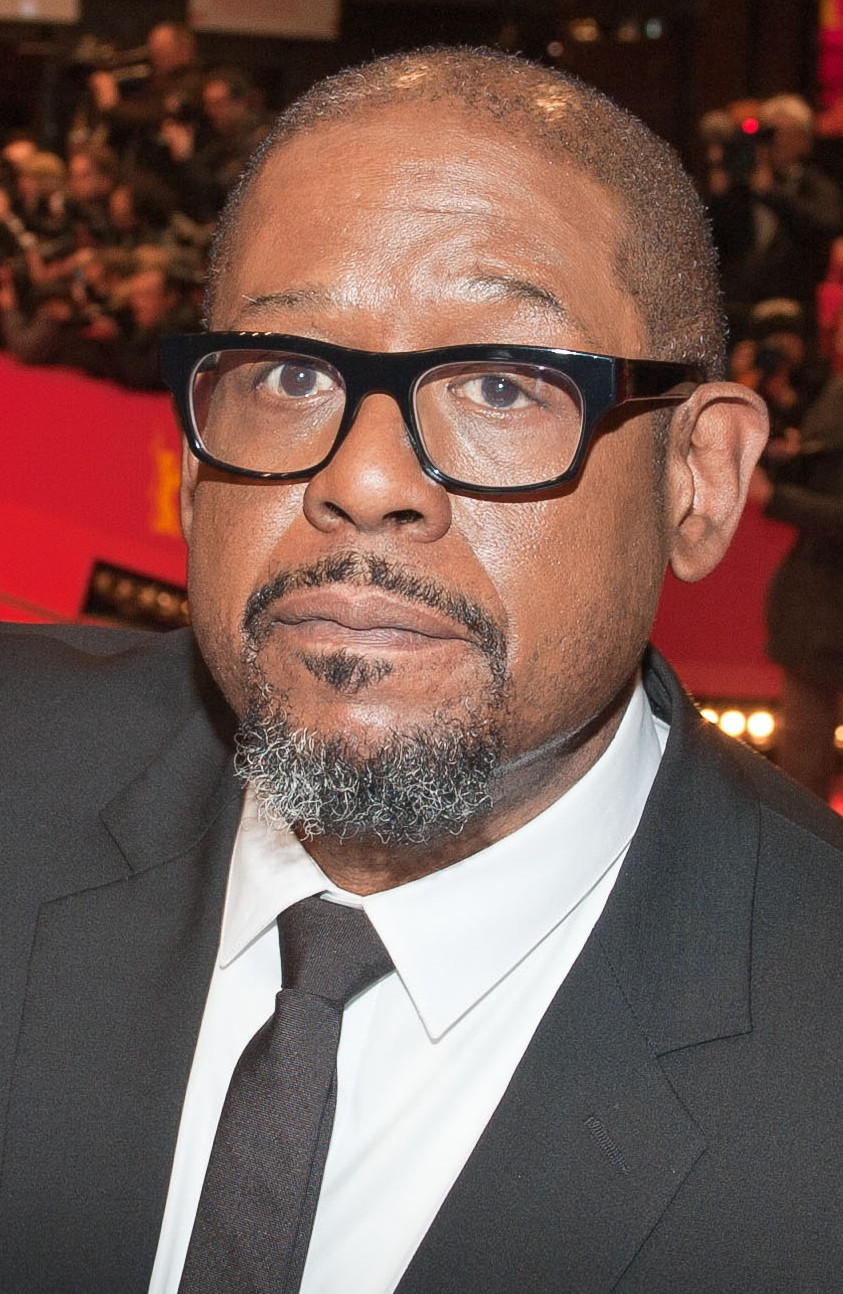
Forest Whitaker

Saw Gerrera es un personaje ficticio de la franquicia Star Wars. Originalmente fue presentado como un personaje secundario en la serie animada Star Wars: The Clone Wars, donde Andrew Kishino le dio voz. Posteriormente fue interpretado por Forest Whitaker en la película Rogue One: una historia de Star Wars, quien luego prestó su voz al personaje en la serie animada Star Wars Rebels y el videojuego Star Wars Jedi: Fallen Order. Saw también aparece en el spin-off de The Clone Wars, Star Wars: The Bad Batch, con Kishino retomando su papel. 
En The Clone Wars, es hermano del líder de los rebeldes de Onderon, Steela Gerrera, con quien ayuda a liberar a Onderon de la Confederación de Sistemas Independientes, y es asesorado en combate militar por Obi-Wan Kenobi, Anakin Skywalker y la Padawan Ahsoka Tano, así como el soldado clon, Capitán Rex. En Rogue One, Saw es el padre adoptivo y mentor en el combate militar de Jyn Erso, así como el líder de los Partisanos, una célula rebelde extremista no afiliada a la Alianza Rebelde debido a las violentas tácticas militares de Saw, cuyas misiones se exploran en algunos episodios de Rebels y otros medios de Star Wars.

## Concepto y creación
Aunque Saw apareció en forma animada en The Clone Wars, ese no era el plan original para él. Apareciendo en The Star Wars Show, Pablo Hidalgo de Lucasfilm's Story Group reveló el origen del personaje; "Empezó antes de eso. George Lucas lo tenía en mente para su serie de televisión de acción real que estaba en desarrollo, lo que finalmente nunca sucedió, pero encontró un lugar para poner a Saw en una historia en Clone Wars".
El director supervisor de The Clone Wars, Dave Filoni, declaró: "Queríamos un dúo hermano/hermana en Onderon, y el personaje de Saw era un personaje que George ya había creado, y solo quería involucrarse y contar un poco más sobre ese personaje. Así que en el transcurso de eso, creamos a Steela [para ser la hermana de Saw], quien actuaría como un complemento natural para Ahsoka".
Andrew Kishino, quien prestó su voz a Saw en The Clone Wars, dijo que el personaje "Incluso ha encarnado en él ese espíritu enérgico de la Rebelión. El tipo de individuo que no acepta basura. Es estoico, fuerte y temerario. Es 'ese' tipo, y es ese tipo de fuerza templada con el pensamiento tranquilo y sensato de Steela, es decir, hacer frente a algo que finalmente se convertirá en el Imperio, absolutamente crítico y necesario".
El nombre de Saw Gerrera es una "palabra mnemotécnica" del revolucionario argentino Che Guevara. Gerrera es también un heterógrafo de la palabra española "guerrera", que significa "mujer guerrera", que describe a Steela.
Entertainment Weekly reveló la aparición del personaje en Rogue One el 22 de junio de 2016. El director de la película, Gareth Edwards, quería un personaje que mostrara el lado más "militante" y "extremo" de la rebelión. El coproductor Kiri Hart sugirió utilizar a Gerrera, un personaje preestablecido, en este papel. Gerrera parece significativamente mayor en Rogue One que en The Clone Wars, a pesar de que las dos obras se llevan a cabo con solo veinte años de diferencia

## Apariciones

### Cine y Televisión

#### Star Wars: The Clone Wars
Saw Gerrera (con la voz de Andrew Kishino) apareció por primera vez en la quinta temporada de Star Wars: The Clone Wars, en el "arco de Onderon" que consta de los episodios "A War on Two Fronts", "Front Runners", "The Soft War" y "Punto de inflexión". El personaje aparece en todos los episodios del arco, junto con su hermana, Steela Gerrera, la líder de los rebeldes de Onderon. Los Caballeros Jedi Obi-Wan Kenobi y Anakin Skywalker (y su padawan Ahsoka Tano), junto con el soldado clon Capitán Rex, entrenan en secreto a Saw y a los demás miembros del movimiento de resistencia en combate militar, pero se niegan a involucrarse en el conflicto y dejan que Ahsoka supervise la operación con instrucciones de no pelear la batalla por ellos.
Vio intentos de rescatar al rey depuesto Ramsis Dendup de la ejecución, solo para ser capturado y torturado. Sin embargo, juega un papel vital en la rebelión de Onderon al convencer a Dendup y al general de la milicia Tandin de que los rebeldes luchan por lealtad a su legítimo soberano. Eventualmente, Saw y Steela lideran la resistencia de Onderon hacia la victoria sobre la Confederación de Sistemas Independientes, aunque no sin pagar un alto precio por ello cuando Steela muere salvando al rey. Dave Filoni, junto con los escritores, decidió que el arco terminara con la muerte de Steela porque, en sus palabras, quería representar que "tenía que haber un precio pagado por su libertad".

#### Rebels
Saw se menciona en el episodio de la segunda temporada de Star Wars Rebels "The Honorable Ones", como un factor en el desdén del agente Kallus por las tácticas de la rebelión contra el Imperio y parte de la razón por la que participó en el genocidio de la raza Lasat del miembro de la tripulación del Ghost (Fantasma, en español) Garazeb "Zeb" Orrelios.
Saw hace una aparición en la tercera temporada, en el episodio de dos partes "Ghosts of Geonosis", con Forest Whitaker retomando su papel de Rogue One en voz. Dado el error de continuidad de que Saw tenía un color de ojos diferente en Rogue One a su aparición en The Clone Wars, se usó una mezcla de los dos para implicar que el color de ojos de Gerrera cambiaba con la edad.
En el episodio, la Rebelión pierde contacto con Saw y su escuadrón que investigan Geonosis y deciden enviar al equipo de Ghost a rescatarlo. Saw salva al Caballero Jedi Kanan Jarrus, a su Padawan Ezra Bridger y al Capitán Rex de un grupo de droides de combate. Les habla de un generador de escudo operativo que encontró, lo que lo lleva a deducir que un geonosiano todavía está vivo. Saw los convence de que necesitan encontrar al geonosiano, ya que podría decirles por qué el Imperio prácticamente exterminó a su especie. Descubren al geonosiano, a quien Ezra llama "Klik-Klak". Saw interroga agresivamente a Klik-Klak y lo obliga a llevarlos a la fuente de una lectura de energía, esposándolo también. Llegan a su casa, que Gerrera saquea, sospechando que esconde algo. Los rebeldes se enteran de que Klik-Klak ha estado protegiendo un huevo de su raza y lo llevan al Fantasma para interrogatorio. Saw recurre a torturarlo con descargas eléctricas e incluso amenaza con destruir el huevo. Sin embargo, al encontrar más evidencia del genocidio de los geonosianos por parte del Imperio, Saw cambia de opinión y deja que Klik-Klak regrese a su guarida, dándole la oportunidad de reconstruir la población geonosiana.
Saw reaparece en el episodio de dos partes de la cuarta temporada "In the Name of the Rebellion", que se desarrolla poco antes de los eventos de Rogue One. Da información sobre una nueva estación de retransmisión imperial a la Alianza Rebelde y condena su falta de voluntad para hacer lo que sea necesario para ganar, culpándola como la razón de sus pérdidas. Más tarde rescata a Ezra y Sabine Wren durante su misión para ayudarlo a aprender sobre la súper arma del Imperio, que estuvo investigando desde su misión a Geonosis. Abordan un carguero imperial, donde encuentran un cristal Kyber gigante que el Imperio está enviando. Ezra y Sabine intentan sacar la nave del hiperespacio preocupados por los prisioneros a bordo, pero Saw, desesperado por conocer los planes del Imperio, los aturde. Aunque se entera de que el arma funciona con Cristales Kyber, Saw llega a un callejón sin salida. Para evitar que el Imperio obtenga el cristal, hace que comience a absorber energía hasta que explote. Antes de huir, Saw le ofrece a Ezra la oportunidad de unirse a él. Ezra elige quedarse con la Alianza.

#### Rogue One
Saw reaparece en Rogue One: una historia de Star Wars, interpretado por Forest Whitaker. Dentro de la película, Gerrera lidera a los Partisanos, una facción rebelde extremista no afiliada a la Alianza Rebelde, en el planeta Jedha. Él juega con el tema frecuente de la dualidad entre la luz y la oscuridad, un contraste rebelde de Darth Vader cuyo cuerpo está mayormente mecanizado y que utiliza métodos extremos en la búsqueda de sus objetivos.
Él es el mentor de Jyn Erso, ya que la rescató y adoptó cuando era niña cuando su padre Galen fue secuestrado por Orson Krennic, el director militar imperial de investigación de armas. En la actualidad, el piloto imperial desertor Bodhi Rook viaja a Jedha para entregar un mensaje holográfico de Galen a Saw. Creyendo que es un engaño, Gerrera lo tortura con Bor Gullet, una criatura parecida a un pulpo que lee la mente, y mantiene cautivo a Rook. Gerrera tiene una reunión con Jyn en Jedha, donde se revela que la abandonó años antes porque era peligroso para él mantenerla cerca, aunque luego se arrepintió de hacerlo, esto debido a que sus camaradas empezaban a sospechar que Jyn era la hija de un científico imperial llamado Galen Erso y que cuando la abandono fue para protegerla. Después de aclarar sus dudas pasadas, este le muestra a Jyn el mensaje de Galen y ambos lo miran detenidamente, aprendiendo sobre un punto débil en la Estrella de la Muerte. Mientras tanto en la atmósfera del planeta, la Estrella de la Muerte dispara contra la ciudad sagrada de Jedha; mientras Jyn y sus compañeros rebeldes escapan por poco de la inminente destrucción, donde Jyn le pide a Gerrera que los acompañe, sin embargo este último elige quedarse por voluntad propia alegando que ya no correrá más y le pide a Jyn que huya y salve a la rebelión, momentos después que Jyn huye de la escena este muere cuando su escondite es aniquilado a raíz de la explosión nuclear. Más tarde, Krennic se jacta ante Galen de que Gerrera y su banda de fanáticos están muertos.

#### Star Wars: The Bad Batch
Saw aparece en el episodio estreno de Star Wars: The Bad Batch, spin-off de The Clone Wars, con Andrew Kishino regresando para dar voz al personaje. Se le muestra liderando una banda de refugiados de Onderon del Imperio cuando el Almirante Tarkin envía al Bad Batch para eliminarlos como "insurgentes" para probar su lealtad. Después de darse cuenta de la verdad detrás de esta misión, Bad Batch dejó que Gerrera y su gente se fueran en paz.

#### Andor
Whitaker repitió su papel como Saw en la serie precuela de Rogue One, Andor, que tiene lugar cinco años antes de los eventos de la película.

### Novelas
Saw aparece en la novelización de la película Rogue One de Alexander Freed. Saw Gerrera aparece junto a Jyn Erso de siete años, en la novelización de la película Solo: A Star Wars Story, la breve aparición revela que Enfys Nest estaba trabajando robando el combustible para Saw.

#### Star Wars: Bloodline
El personaje se menciona en la novela Star Wars: Bloodline, ambientada seis años antes de los eventos de Star Wars: The Force Awakens, donde se observa que sus métodos para combatir el Imperio se consideran "extremos".

#### Catalyst: A Rogue One Novel
Gerrera aparece en Catalyst: A Rogue One Novel, detallando cómo conoció a Galen, Lyra y Jyn Erso.

#### Rebel Rising
Gerrera aparece en la novela Rebel Rising de Beth Revis. La línea de tiempo de la novela tiene lugar entre Catalyst: A Rogue One Novel y el comienzo de Rogue One.

### Videojuegos
Gerrera aparece en Star Wars Jedi: Fallen Order, nuevamente con la voz de Forest Whitaker. A pesar de que el juego tiene lugar solo cinco años después de The Clone Wars y The Bad Batch, Gerrera parece significativamente mayor, se parece mucho a su yo de Star Wars Rebels. Se le ve por primera vez en Kashyyyk junto a sus partisanos que intentan liberar a los wookiees de la ocupación imperial. Durante su búsqueda para encontrar al jefe wookiee Tarfull, Cal Kestis se encuentra con Gerrera y sus hombres, quienes le piden ayuda para liberar a los wookiees a cambio de localizar a Tarfull. Los hombres de Gerrera finalmente encuentran a Tarfull, pero son abrumados por las fuerzas imperiales y se retiran. Para cuando Cal regresa a Kashyyyk para encontrarse con Tarfull, Gerrera ha dejado el planeta, aunque algunos de sus partisanos se quedaron atrás para seguir ayudando a los wookiees.

## Doblaje
- Rafael Calvo  España
  - Rogue One: una historia de Star Wars
  - Star Wars: Rebels
  - Andor
- Daniel del Roble  México
  - Rogue One: una historia de Star Wars
  - Andor